# TV Antares
TV Antares é uma emissora de televisão educativa brasileira sediada em Teresina, capital do estado do Piauí. Opera no canal 2 (24 UHF digital), e é afiliada da TV Brasil. A emissora pertence a Fundação Antares, órgão do Governo do Estado do Piauí responsável pelas emissoras de rádio e TV educativas do estado.

## História

#### 2007: TV Brasil na TV Antares
Em 02 de dezembro de 2007, após a extinção da TVE Brasil, a TV Antares se torna afiliada à TV Brasil.
Em 2008, a emissora estreou dois novos programas locais em menos uma semana: no dia 11 de julho, estreou o infantil Teleleco, às 11h; no dia 13 de julho, estreou cultural Teófilo Piauizando, às 19h, com reprise às sextas, às 20h. Os dois programas são uma parceria da Coordenadoria de Comunicação (CCom), com a Fundação Antares.
Em 27 de julho de 2009, a emissora passou a dispor o seu sinal em Free-to-Air para toda a América do Sul, em FTA (modo aberto) através do satélite  NSS 10 (Starone C2), situado na posição orbital dos 37,5º Oeste [W].
Em 27 de setembro, a cidade de Esperantina passou a receber o sinal da emissora através do canal 8, o sinal encontra-se instalado no morro da Chapadinha juntamente com outros canais de Televisão desta cidade.
No dia 28 de outubro, a TV Antares entra no ar no município de Floriano, através do canal 2.
Em 24 de maio de 2010, ficou marcado pela contratação do apresentador Marcos Cordeiro, que fazia parte da equipe de apresentadores do programa Antena Esportiva da TV Antena 10, para reforçar o núcleo esportivo desta emissora.
Em fevereiro de 2010, como outras emissoras ignora escândalo estadual sobre verbas da UFPI.

#### 2010: Ameaça de Greve
Em junho de 2010, funcionários da Fundação Antares ameaçaram entar em greve por conta de dois meses de atrasos de salários. Os funcionários acusam que a Coordenadoria Estadual de Comunicação (CCOM), que é responsável pela administração das emissoras de rádios e TVs da fundação, desviarem recursos da comunicação. Eles fizeram acusações contra o Governo do Estado.

## Sinal digital
| Canal virtual | Canal digital | Resolução de tela | Programação                                     |
| ------------- | ------------- | ----------------- | ----------------------------------------------- |
| 2.1           | 24 UHF        | 1080i             | Programação principal da TV Antares / TV Brasil |

No dia 12 de julho de 2018 (após o Desligamento do Sinal Analógico em Teresina) entra em testes o sinal digital da TV Antares.
Transição para o sinal digital
Com base no decreto federal de transição das emissoras de TV brasileiras do sinal analógico para o digital, a TV Antares, bem como as outras emissoras de Teresina, cessou suas transmissões pelo canal 2 VHF em 12 de julho de 2018, seguindo o cronograma oficial da ANATEL.
Via satélite
Free-to-Air FTA (modo aberto)
Satélite: Star One C12 (NSS-10) Banda C
Posição orbital: 37,5º W
Frequência: 3935
Polarização: Vertical
Symbol rate: 3410
FEC: 3/4